# Cerodontha lineella
Cerodontha lineella este o specie de muște din genul Cerodontha, familia Agromyzidae. A fost descrisă pentru prima dată de Zetterstedt în anul 1838. Conform Catalogue of Life specia Cerodontha lineella nu are subspecii cunoscute.